# 劉和
劉 和（りゅう か）は、五胡十六国時代漢（前趙）の第2代皇帝。字は玄泰。後世の史家によって廃帝和とも帝和と称される。新興郡（現在の山西省忻州市）の出身。光文帝劉淵の長男で、生母は匈奴の名門出身の呼延皇后（呼延翼の娘）。同母弟に劉裕と劉隆が、異母弟に劉聡、劉恭、劉乂がいる。

## 生涯
元熙5年（308年）11月、漢皇帝である父の劉淵より大将軍に任じられた。12月、大司馬に任じられ、梁王に封じられた。
河瑞2年（310年）1月、皇太子に立てられた。同年7月、劉淵が崩御すると、その後を継いで皇帝に即位した。
宗正の呼延攸は劉和の母方の叔父に当たる人物であるが、何ら才能や徳行を持ち合わせていない人物であり、劉淵の時代には要職に就けられなかった。また、皇族である西昌王劉鋭は劉淵の臨終に際して後事を何も託されなかったので、彼らは現状の処遇に対して大いに不満を抱いていた。その為、かねてより楚王劉聡と対立していた侍中劉乗と結託すると、政変を為す事を企んで共に謀議した。そして劉和の下へ進み出ると「先帝（劉淵）の遺詔は、権力の軽重がしっかり考慮されておりません。三王（北海王劉乂・魯王劉隆・斉王劉裕）は禁中で近衛兵を率いており、さらに大司馬（劉聡）もまた10万の精兵を近郊で掌握しております。陛下は今、ただ玉座にいるだけに過ぎず、どのような災いが起こるか予測できません。どうか早めに対策されますよう」と述べ、兄弟を全員誅殺して権力を掌握するよう勧めた。劉和は呼延攸とはかなり近しい親族であったので、その進言に疑いを持たずに勧めに従った。
即位してから2日後の夜、劉和はまず領武衛将軍・安昌王劉盛、安邑王劉欽、領左衛将軍馬景らを召して計画に参画するよう告げたが、劉盛は「先帝の棺がまだ埋葬されておらず、四王は反逆の意思を持っていないにも関わらず、身内同士で殺し合わせるようなことをすれば、天下の人は陛下の事を何と思うでしょう。未だ四海（天下）は平定されておらず、大業はまだ始まったばかりです。願わくば陛下は先帝の基業を成す事を志とし、このような讒夫（邪な発言をする者）の発言を聞き入れませんよう。詩では『豈無他人、不如我同父（親しい間柄であっても、血縁関係には及ばない）』といいます。一族の諸弟を信じずに、いったい他に誰を信じるというのです」と述べ、逆に劉和を諫めた。だが、これを聞いた劉鋭と呼延攸は怒って「今日の議論に、他の道理などない。領軍（劉盛）は何を言うか」と言い放ち、側近に命じて劉盛を斬り殺させてしまった。馬景・劉欽はこれを大いに恐れ「陛下の詔を、臣らが死を覚悟して奉ずれば、失敗することなどありません」と述べ、やむなく劉和に従った。そこで劉和は彼らと東堂において盟約を交わし、四王討伐の準備を推し進めた。
翌日、劉和は計画を実行に移すと、劉鋭には馬景を従わせて単于台にいる劉聡を攻撃させ、呼延攸には領右衛将軍・永安王劉安国を従わせて司徒府にいる劉裕を攻めさせた。さらに、劉乗には劉欽を従わせて劉隆を攻めさせ、尚書田密、武衛将軍・西陽王劉璿には劉乂を攻めさせた。だが、田密・劉璿らはこの計画に参与する事を望んでいなかったので、劉乂側に寝返ると、劉乂と共に関所の守備兵を殺して劉聡の下に奔り、計画を全て漏らしてしまった。そのため、劉聡は防備を整えて劉鋭の大軍を待ち構えた。劉鋭は劉聡の陣に備えがあるのを見ると、軍を返して呼延攸・劉乗らと合流し、共に劉隆・劉裕を攻めた。この時、呼延攸・劉乗は田密らの離反を聞き、劉安国・劉欽もまた裏切るのではないかと心中恐れるようになり、彼らを斬り殺してしまった。同日、呼延攸らは攻撃を続けて劉裕を殺害し、翌日には劉隆を殺害した。
だがさらにその翌日、劉聡は攻勢に転じて西明門を攻撃すると、これを陥落させた。驚いた劉鋭らは南宮へと逃げ込んだが、劉聡の前鋒部隊がこれを追撃した。翌日、光極殿の西室にいた劉和は劉聡軍に捕らえられ、妻子ともどもそのまま処刑された。劉乗・劉鋭・呼延攸らもまた捕らえられ、市街において晒し首となった。劉和の在位期間はわずか6日間であった。

## 人物
身の丈は8尺もあり、勇ましく強い意志を有し、美しい容貌をしていた。若い頃より学業に励み、『毛詩』・『春秋左氏伝』・『鄭氏易』を熟読した。だが、皇太子になって以降は次第に猜疑心が強くなり、部下へ対しても恩を施さなくなったという。